# Správa produktových informací
Správa produktových informací (anglicky product information management, PIM) je označení pro software správy všech důležitých informací o určitém produktu. PIM zahrnuje procesy a technologie, které pomáhají sbírat, centralizovat informace o produktech a řídit jejich distribuci do různých marketingových kanálů.

## O systému
Celý princip PIM se začal rozvíjet kolem roku 2003 především ve Spojených státech. Hlavním impulsem byl rychlý rozvoj informačních technologií a také nastupující trend prodeje většiny produktů přes internet nebo na mobilních aplikacích. V posledních letech proniká PIM pomalu také do České republiky.
Prodej online klade zvýšené nároky na kvalitu a množství produktových informací. Ty jsou nezbytné k tomu, aby zákazník produkt na internetu nalezl a mohl porovnávat jeho parametry. Mezi tyto informace patří název produktu, cena, jeho kategorie, složení, marketingové popisky, recenze apod.
Navíc se informace o produktech již nenabízejí jen prostřednictvím webu, ale rozsáhlým souborem kanálů, jako jsou mobilní telefony, tablety, kamenné obchody, tištěné katalogy, letáky atd. Tento růst klade zvýšené nároky na synchronizaci informací napříč distribučními kanály.
S produktovými informacemi se pracuje v celé řadě oddělení. Obchodní oddělení se stará o ceny, marketingové oddělení o popisky nebo obrázky, produktové oddělení o zakládání produktových karet v ERP, oddělení nákupu o příjem dat od dodavatelů, IT o udržitelnou správu dat atd. Tato rozptýlenost informací o produktech mezi různé zaměstnance, složky, soubory značně ztěžuje nezbytnou spolupráci mezi odděleními. Cílem PIM systémů je vytvoření jedné centrální platformy pro všechny oddělení.

## Procesy
Práce s produktovými informacemi v softwerech PIM se dělí do 4 procesů:
- Shromáždění: Produktové informace se vytvářejí v rámci celé organizace i mimo ni a jsou často uložené v řadě odlišných systémů a složek. PIM systém by měl tyto informace shromažďovat na jednom místě.
- Konsolidace: Systém kontroluje vznik a existenci duplikací nebo neúplných záznamů. Umožňuje tzv. fuzzy searching (hledání výrazů na základě částečné shody)
- Obohacení: Základní informace o produktech z ERP systému, jsou obohacovány o další informace – např. dlouhá textová pole, fotografie v tiskové kvalitě, videa, příručky, výkresy CAD/CAM atd. Dochází ke kategorizaci a klasifikaci produktů do skupin. Klasifikační systém pomáhá se správou atributů. Atributy popisují přesně každý produkt, jeho název, hmotnost, výšku, délku, šířku atd. Jedním ze základních principů, na kterých stojí systém PIM, je umožnit běžným uživatelům přidávat vlastní atributy produktům bez podpory ze strany pracovníků IT. Jejich správa je zásadní, protože počet atributů může rychle růst a sledované atributy u různých výrobků bývají odlišné. Zajímavou komerční funkcí systémů PIM je možnost vytvářet vztahy mezi produkty, čehož se využívá v řízení up-selling a cross-selling produktů.
- Distribuce: Určuje se jaká informace se zveřejní v konkrétním distribučním kanálu – např. webech, mobilních telefonech, tabletech, místech prodeje, tištěných katalozích, letácích atd.

## Pozice PIM v podniku
Díky jasnému zaměření systémů PIM je zřejmé, že je to jen jeden systém z mnoha, které organizace potřebuje. Pokud se ovšem jedná o produktové informace, systém PIM má centrální roli mezi různými zdroji informací o produktech a distribučními kanály. Je jakýmsi mezičlánkem mezi ERP systémem a distribucí informací.
PIM systémům je předpovídáno, že se v příštích letech stanou standardní součástí softwarového vybavení ve většině velkých firem a zařadí se po bok hromadně používaných ERP, CRM.

## PIM v Česku
V České republice je pojem PIM zatím poměrně neznámý. Možná proto se o problematice produktových informací hovoří zejména v souvislosti s e-commerce.

## PIM ve světě
V zahraničí již většina velkých firem, které nabízejí širokou škálu produktů, systémy PIM využívá. Tento trend se díky nadnárodním společnostem pomalu začíná dostávat i do ČR. Mezi největší poskytovatele PIM řešení v zahraničí patří SAP Hybris, Stibo Systems, IBM, Informatica nebo Riversand.

## PIM základ automatizace sazby tiskovin
Systém PIM, jakožto centrální databáze produktových informací, je nejčastějším nástrojem úplné automatizace sazby tiskovin ADTP (Automated desktop publishing). Software automatizované sazby lze propojit s PIM systémem. Data se podle zvoleného nastavení hromadně překopírují z PIM do grafického souboru (InDesign, QuarkXPress) bez zásahu grafika. Tento proces značně zrychluje grafické práce.